# Coenonympha fermana
Coenonympha fermana är en fjärilsart som beskrevs av Hans Fruhstorfer 1908. Coenonympha fermana ingår i släktet Coenonympha och familjen praktfjärilar. Inga underarter finns listade i Catalogue of Life.